# Organización Latinoamericana de Solidaridad
La Organización Latinoamericana de Solidaridad (OLAS) fue una organización creada en agosto de 1967 en Cuba por iniciativa de Salvador Allende. El objetivo era la promoción de la lucha armada para el establecimiento de Estados socialistas en América Latina para, según sus adherentes, lograr "la superación del subdesarrollo económico, social y cultural". Estuvo compuesta por diversos movimientos de izquierda de América Latina que compartían las propuestas estratégicas del gobierno cubano (conocida como Doctrina OLAS). El lema de la organización era: "El deber de todo revolucionario es hacer la revolución".

## Historia
La iniciativa de crear la organización se gestó en la Primera Conferencia Tricontinental en 1966. En esa conferencia se reunieron organizaciones y grupos revolucionarios de América, Asia y África. Dicha conferencia sería organizada por la Unión Soviética como una manera de contrarrestar la influencia china en los grupos anticoloniales y antiimperialistas de izquierda.
En su primera declaración la OLAS realizó un balance sobre las estrategias aplicadas hasta el momento y apostó por la lucha armada y la guerra de guerrillas como mecanismo para extender la revolución a toda América Latina. Se especificó que no solo la clase obrera debía estar integrada en las fuerzas revolucionarias sino también el campesinado y los estudiantes, descartando las elecciones democráticas como una pérdida de tiempo. De esta manera, La Habana se convirtió en la "capital de la nueva internacional que procesará la liberación latinoamericana", tal como informaron los medios de la época. Para la OLAS, la situación latinoamericana "determinan y exige que se desate y desarrolle la violencia revolucionaria" y "hace de la guerrilla la fundamental expresión de la lucha armada, la escuela más formidable de revolucionarios y su vanguardia indiscutible". Se estableció que “la lucha revolucionaria armada constituye la línea fundamental de la Revolución en América Latina".
Sin embargo, la muerte del Che Guevara en Bolivia pocas semanas después de la realización de la conferencia frustró el proyecto de la organización de coordinar desde el país andino a los distintos movimientos guerrilleros existentes y crear nuevos, quedando así imposibilitado el objetivo marcado por la OLAS. Luego de la muerte del Che, los grupos guerrilleros organizaron la Junta de Coordinación Revolucionaria a principios de la década de 1970 para impulsar la lucha armada en el Cono Sur siguiendo el Mensaje a los pueblos del mundo del Che Guevara. La aparición de la Junta de Coordinación Revolucionaria motivaría a que se implementara la Operación Cóndor.